# Kristof Hopp
Kristof Hopp (Kiel, 14 de julio de 1978) es un deportista alemán que compitió en bádminton. Ganó una medalla de bronce en el Campeonato Europeo de Bádminton de 2008, en la prueba de dobles.

## Palmarés internacional
| Campeonato Europeo | Campeonato Europeo  | Campeonato Europeo | Campeonato Europeo |
| Año                | Lugar               | Medalla            | Prueba             |
| ------------------ | ------------------- | ------------------ | ------------------ |
| 2008               | Herning (Dinamarca) | Medalla de bronce  | Dobles             |